# 君がいた夏 (曲)
『君がいた夏』（きみがいたなつ）は、日本のバンド・Mr.Childrenによる1枚目のシングル。1992年8月21日にトイズファクトリーより発売された。

## 概要
ミニアルバム『EVERYTHING』でメジャーデビューしているため、厳密には本作はデビューシングルでなくファーストシングルである。初回限定盤には小冊子が同封されており、現在では希少品となっている。アートディレクターは信藤三雄。

## チャート成績
当時は無名だったこともありオリコン最高順位は69位で、2024年8月現在でもMr.ChildrenのCD作品では最低順位となっている。累計売上は2.2万枚（オリコン調べ）。

## 収録曲
| 全作詞: 桜井和寿、全編曲: 小林武史 & Mr.Children。 |                                       |           |                    |      |
| #                                                  | タイトル                              | 作詞      | 作曲               | 時間 |
| 1.                                                 | 「君がいた夏」                        | 桜井和寿  | 桜井和寿           | 5:54 |
| 2.                                                 | 「グッバイ・マイ・グルーミーデイズ」  | 桜井和寿  | 桜井和寿・小林武史 | 4:16 |
| 3.                                                 | 「君がいた夏 (Instrumental Version)」 | 桜井和寿  | 桜井和寿           | 5:53 |
| 合計時間:                                          | 合計時間:                             | 合計時間: | 16:03              |      |

## 楽曲解説
1. 君がいた夏
  - デビューアルバム『EVERYTHING』からのシングルカットで、アマチュア時代から存在する曲。
  - 大阪のFMラジオ局「FM802」では、当時の邦楽ヘビーローテーションナンバーに選定された。
  - 曲名はアメリカの同名映画『君がいた夏』から取られている[1]。
  - アマチュア時代のタイトルは「夏が終わる」だったが、後に発表された「夏が終わる 〜夏の日のオマージュ〜」との関連性は特に無い。
  - 桜井和寿が幼少期から親しんでいた山形県の湯野浜が舞台となっており[1]、桜井は「少し前まであれだけ賑わっていたのに、気づけばみんないなくなっている。あのとき感じた寂しさ、浜辺の景色は、その後もずっと、胸に残っていた。そして時々、ふと記憶の扉が開いて、思い出されるものにもなっていた」と語っている[2]。
  - 発売から25年後の2017年に、NTTドコモとMr.Childrenが共に25周年を記念したことにより制作されたブランドCM「NTT docomo group × Mr.Children 25th Anniversary コラボキャンペーン」が放映するまでは、タイアップが一度も付かなかった[注 1]。
  - ミュージック・ビデオが制作され、サイパンで撮影が行われた[3]。2018年3月21日発売のライブ・ビデオ『Mr.Children DOME & STADIUM TOUR 2017 Thanksgiving 25』に収録されている。監督は信藤三雄。
2. グッバイ・マイ・グルーミーデイズ
  - 後に2ndアルバム『Kind of Love』へ収録された。
  - 当初は『EVERYTHING』への収録候補曲でもあった。
  - 桜井は「あんまり出来がいいんで、アルバムにも入れようということになりました」と語っている[4]。

## ライブ映像作品
君がいた夏
| 作品名                                               |
| ---------------------------------------------------- |
| Mr.Children CONCERT TOUR POPSAURUS 2001              |
| himawari                                             |
| Mr.Children DOME & STADIUM TOUR 2017 Thanksgiving 25 |

## 収録アルバム
- 『EVERYTHING』 (#1)
- 『Mr.Children 1992-1995』 (#1)
- 『Mr.Children 1992-2002 Thanksgiving 25』 (#1)
- 『Kind of Love』 (#2)